# The Amazing Race 5
The Amazing Race 5 là mùa thứ năm của truyền hình thực tế của Mỹ cho thấy The Amazing Race. Cuộc đua kỳ thú 5 có sự góp mặt của 11 đội gồm hai đội, với mối quan hệ đã có từ trước, trong một cuộc đua trên toàn thế giới.
Mùa này được công chiếu vào ngày 6 tháng 7 năm 2004, với các buổi chiếu hàng tuần vào lúc 8:00 tối EDT, sau đó là phiên bản thứ ba của Big Brother 5. Trận chung kết mùa 2 giờ được phát sóng vào ngày 21 tháng 9 năm 2004.
Cha mẹ đã kết hôn Chip và Kim McAllister là những người chiến thắng trong cuộc đua, và là đội người Mỹ gốc Phi đầu tiên giành chiến thắng trong cuộc thi.
Một DVD cho mùa này đã được phát hành vào ngày 24 tháng 4 năm 2012, thông qua chương trình CreatSpace của Amazon.com.               

## Sản xuất

### Phát triển và quay phim
Sau khi kết thúc cho The amazing race 4, Chủ tịch và Giám đốc điều hành của CBS Les Moonves nghi ngờ liệu loạt phim này có được tiếp tục nữa hay không. Sau nhiều lần cân nhắc, CBS đã chính thức bắt đầu sản xuất mùa thứ năm của Cuộc đua vào tháng 9 năm 2003. Một số nhà quan sát đã trích dẫn chiến thắng Emmy gần đây của loạt phim là yếu tố đằng sau sự đổi mới của nó. Trong khi CBS tán thành ý tưởng về buổi ra mắt, cuối cùng, nó đã cho ra Phần 5 phát sóng mùa hè để tạo đà cho The Amazing Race 6 trong lịch trình mùa thu.
Mùa này đã giới thiệu hai luật chơi mới cho Cuộc đua: Yeild và hình phạt cho chặng không loại trừ. Yield cho phép một đội buộc một đội khác ngừng chạy đua trong một khoảng thời gian nhất định. Yield có sẵn trên mỗi chặng, mặc dù nó không được phát sóng trên mỗi tập. Hình phạt không loại trừ có nghĩa là các đội cuối cùng trong các chặng không loại trừ đã bị tước bất kỳ khoản tiền nào họ đã tích lũy và không nhận được tiền khi bắt đầu chặng tiếp theo. Đây cũng là mùa đầu tiên chứng kiến số lượng Fast Forwards giảm; chỉ có hai cái có sẵn trong toàn bộ cuộc đua.